# 王敬芳
王敬芳（1876年—1933年），字摶沙，河南巩县兴仁沟村人。中国教育家、实业家，中华民国政治人物。曾担任中原煤矿公司和福中公司的经理，民国2年被选为国会众议院议员、 并担任宪法起草委员，他是中国公学（今上海交通大学）、河南留学欧美预备学校（今河南大学）和河南福中矿务学校（今河南理工大学）三校的主要创办人。

## 生平
清朝光绪壬寅科举人。1905年留学日本，1906年回到上海和秋瑾、姚宏业、于右任等创办中国公学。1913年当选民元国会众议院议员。1914年任河南省中原煤矿公司协理。1919年，他任中国公学校长。1922年，他任中州大学（即河南大学的前身）董事，同年任陕西宣抚使。1929年，他离开中原公司，寓居北平。1933年病逝。